# TT327
TT327 (Theban Tomb 327) è la sigla che identifica una delle Tombe dei Nobili ubicate nell'area della cosiddetta Necropoli Tebana, sulla sponda occidentale del Nilo dinanzi alla città di Luxor, in Egitto. Destinata a sepolture di nobili e funzionari connessi alle case regnanti, specie del Nuovo Regno, l'area venne sfruttata, come necropoli, fin dall'Antico Regno e, successivamente, sino al periodo Saitico (con la XXVI dinastia) e Tolemaico.

## Titolare
TT327 era la tomba di:
| Titolare | Titolo                       | Necropoli      | Dinastia/Periodo | Note |
| -------- | ---------------------------- | -------------- | ---------------- | ---- |
| Turobay  | Servo del Luogo della Verità | Deir el-Medina | XIX-XX dinastia  |      |

## Biografia
Unica notizia biografica ricavabile: il nome della moglie, Tuy

## La tomba
La cappella è costituita da una sala rettangolare; sulle pareti, molto danneggiate: il defunto con la moglie e un figlio (nominativo non leggibile) (1 in planimetria); resti di scene (2) con il defunto e la moglie in offertorio a Osiride. Alcuni reperti risultano provenire, forse, da questa tomba: un pyramidion, oggi al Louvre (cat. 14396), e frammenti di un altro pyramidion con il defunto, oggi al Museo dell'Ermitage di San Pietroburgo, proveniente dalla Collezione Kutorga.

### Annotazioni
1. ↑  La numerazione dei locali e delle pareti segue quella di Porter e Moss 1927, p. 382.
2. ↑  La prima numerazione delle tombe, dalla numero 1 alla 252, risale al 1913 con l'edizione del "Topographical Catalogue of the Private Tombs of Thebes" di Alan Gardiner e Arthur Weigall. Le tombe erano numerate in ordine di scoperta e non geografico; ugualmente in ordine cronologico di scoperta sono le tombe dalla 253 in poi.
3. ↑  I campi della Duat, ovvero l'aldilà egizio, si trovavano, secondo le credenze, proprio sulla riva occidentale del grande fiume.
4. ↑  Nella sua epoca di utilizzo, l'area era nota come "Quella di fronte al suo Signore" (con riferimento alla riva orientale, dove si trovavano le strutture dei Palazzi di residenza dei re e i templi dei principali dei) o, più semplicemente, "Occidente di Tebe".
5. ↑  le Tombe dei Nobili, benché raggruppate in un'unica area, sono di fatto distribuite su più necropoli distinte.
6. ↑  Le note, sovente di inquadramento topografico della tomba, sono tratte, fino alla TT252, dal "Topographical Catalogue" di Gardiner e Weigall, ed. 1913 e fanno perciò riferimento alla situazione dell'epoca.
7. ↑  Stepan Semënovič Kutorga (1806 – 1861), zoologo e paleontologo russo.

### Fonti
1. ↑  Gardiner e Weigall 1913.
2. ↑  Donadoni 1999,  p. 115.
3. ↑  Porter e Moss 1927, p. 397.
4. 1 2  Porter e Moss 1927,  p. 397.